# منطقه ۱ شهرداری تبریز
شهر تبریز به ۱۰ منطقه شهرداری تقسیم شده است. منطقه ۱ شهرداری تبریز یکی از بهترین مناطق تبریز هست.با مساحتی بالغ بر ۱۵٫۴۱ کیلومتر مربع جمعیتی در حدود ۲۱۸ هزار نفر در شرق تبریز واقع شده است.

## تغییرات جمعیتی
منطقهٔ ۱ (شرق) تبریز یکی از مناطق ده‌گانهٔ شهرداری تبریز است. تغییرات جمعیت این منطقه براساس سرشماری‌های اخیر مرکز آمار ایران به شرح زیر است:
| نام منطقه           | جمعیت (۱۳۸۵) | جمعیت (۱۳۹۰) | جمعیت (۱۳۹۵) |
| ------------------- | ------------ | ------------ | ------------ |
| منطقهٔ ۱ (شرق) تبریز | ۳۱۴٬۰۷۱      | ۲۱۲٬۲۰۶      | ۲۱۸٬۶۴۷      |

## محله های منطقه ۱ تبریز
محله‌های اصلی شرق تبریز (منطقه ۱) عبارتند از:
1. ایده‌لو
2. بیلانکوه
3. پل سنگی
4. راهنمایی
5. سیلاب
6. صالح‌آباد (سیابان، سیاوان)
7. عباسی
8. قوشخانه (سیلاب قوشخانه)
9. کوی حصارک
10. کوی گلکار
11. کوی وحدت
12. گلپارک
13. ولیعصر
14. یوسف‌آباد

## ادارات و سازمان‌ها
ادارات و سازمان های دولتی واقع در شرق تبریز (منطقهٔ ۱) عبارتند از:
1. ادارهٔ جهاد کشاورزی شهرستان تبریز
2. ادارهٔ کل استاندارد و تحقیقات صنعتی استان
3. ادارهٔ کل بهزیستی استان
4. ادارهٔ کل بیمهٔ تأمین اجتماعی استان
5. ادارهٔ کل دادگستری استان
6. ادارهٔ کل راهنمایی و رانندگی استان
7. ادارهٔ کل فرهنگ و ارشاد اسلامی استان
8. ادارهٔ کل منابع طبیعی استان
9. بنیاد شهید و امور ایثارگران استان
10. بنیاد مسکن انقلاب اسلامی استان
11. جمعیت هلال احمر استان
12. سازمان توسعه و عمران عون بن علی
13. سازمان قطار شهری
14. سازمان نظام مهندسی کشاورزی و منابع طبیعی استان
15. شرکت آب منطقه‌ای استان
16. شرکت امور سرمایه‌گذاری و مشارکت
17. شرکت توزیع نیروی برق تبریز
18. شهرداری منطقه ۱